# Compagnie des charbonnages de Réty, Ferques et Hardinghen
Pour les articles homonymes, voir Rety (homonymie).
La Compagnie des charbonnages de Réty, Ferques et Hardinghen est une compagnie minière qui a exploité la houille dans le Boulonnais dans le bassin minier du Nord-Pas-de-Calais. Créée en 1871, elle reprend l'exploitation des fosses la Renaissance, la Providence et les Plaines, sur la concession auparavant exploitée par la Société de Fiennes, mais la société est fortement endettée et la production reste faible.

## Historique

### Adjudication de la concession d'Hardinghen en 1870
Le 24 juin 1870, le Tribunal de Boulogne, sur les sollicitations des obligataires de la Société des Mines de Fiennes et Hardinghen en liquidation, met en vente par adjudication publique, la concession d'Hardinghen seule. La concession de Fiennes est vendue ultérieurement et séparément, le 23 février 1875.
Un actionnaire, le sieur Broquet-Daliphard, est déclaré adjudicataire au prix de 121 000 francs. Une surenchère est mise par messieurs Bellart et fils, banquiers à Calais, et principaux créanciers. Enfin, le 22 juillet 1870, M. Bouchard, agent général de la société en liquidation, et agissant pour le compte d'un syndicat d'anciens actionnaires, est déclaré adjudicataire définitif moyennant le prix de 550 000 francs.

### Statuts de la nouvelle Société
Le syndicat d'actionnaires représenté par M. Bouchard, qui s'est rendu adjudicataire de la concession d'Hardinghen, se constitue le 5 décembre 1871 en Société, sous la forme anonyme, qui prend la dénomination de Compagnie des Charbonnages de Réty, Ferques et Hardinghen. Le capital est de 1 200 000 francs divisé en 2 400 actions de 500 francs.
Ce capital peut être porté à deux millions de francs, représenté par 400 actions, suivant une délibération de l'assemblée générale du 27 mai 1882. Cette augmentation prévue du capital est en effet réalisée, et en septembre 1874, le capital de deux millions est entièrement souscrit. Les opérations de la société commencent le 22 juillet 1870. Sa durée est fixée à cinquante ans, et elle prendrait fin le 22 juillet 1920. Le siège social est à Réty. Les actions sont nominatives ou au porteur. La Société est administrée par un conseil composé d'abord de cinq, puis de sept membres, nommés par l'assemblée générale. Ils ont la possibilité de s'adjoindre quatre membres nouveaux.
Chaque administrateur doit être propriétaire de vingt actions, chiffre qui a été réduit à dix dans l'assemblée générale de 1876. Le conseil d'administration est renouvelé chaque année par cinquième. Il a les pouvoirs les plus étendus. Outre un jeton de présence de vingt francs et le remboursement de leurs frais de voyage, les administrateurs ont droit à 5 % des bénéfices nets.
Il est nommé chaque année en assemblée générale, trois commissaires, associés ou non, chargés de faire un rapport sur la situation, sur le bilan et sur les comptes présentés par les administrateurs. Il est tenu une assemblée générale ordinaire chaque année. Elle se compose de tous les actionnaires propriétaires de cinq actions au moins. L'année sociale expire le 31 décembre. Il est fait annuellement, sur les bénéfices nets, un prélèvement d'un vingtième au moins, affecté à la formation d'un fonds de réserve, jusqu'à concurrence d'un dixième du capital social. L'excédant des bénéfices est réparti aux actionnaires.

### Émission des actions
Lors de la constitution de la société, il a été créé 2 400 actions de 500 francs, représentant un capital de 1 200 000 francs. Une décision de l'assemblée générale du 27 mai 1872, autorise l'élévation du capital à deux millions, et il est émis 1 600 actions nouvelles, dont la souscription intégrale est réalisée en septembre 1874. À cette date, il y a donc 4 000 actions en circulation.
En 1876, il fut émis un emprunt en obligations de deux millions. Le produit de cet emprunt, joint aux deux millions du capital actions, est complètement insuffisant pour l'exécution des travaux, l'établissement du chemin de fer, l'organisation de l'entreprise et pour compenser les pertes de l'exploitation. Les dépenses s'élèvent au 31 décembre 1880 à plus de six millions de francs. Il est dû à cette date deux millions aux banquiers. Aussi, l'assemblée générale du 5 mai 1881, décide l'augmentation du capital, qui est porté de deux à cinq millions, et le nombre d'actions de 4 000 à 10 000. Toutefois, l'assemblée générale s'en rapporte au conseil d'administration quant aux mesures à prendre et au moment à choisir pour réaliser cette opération.

### Exploitation

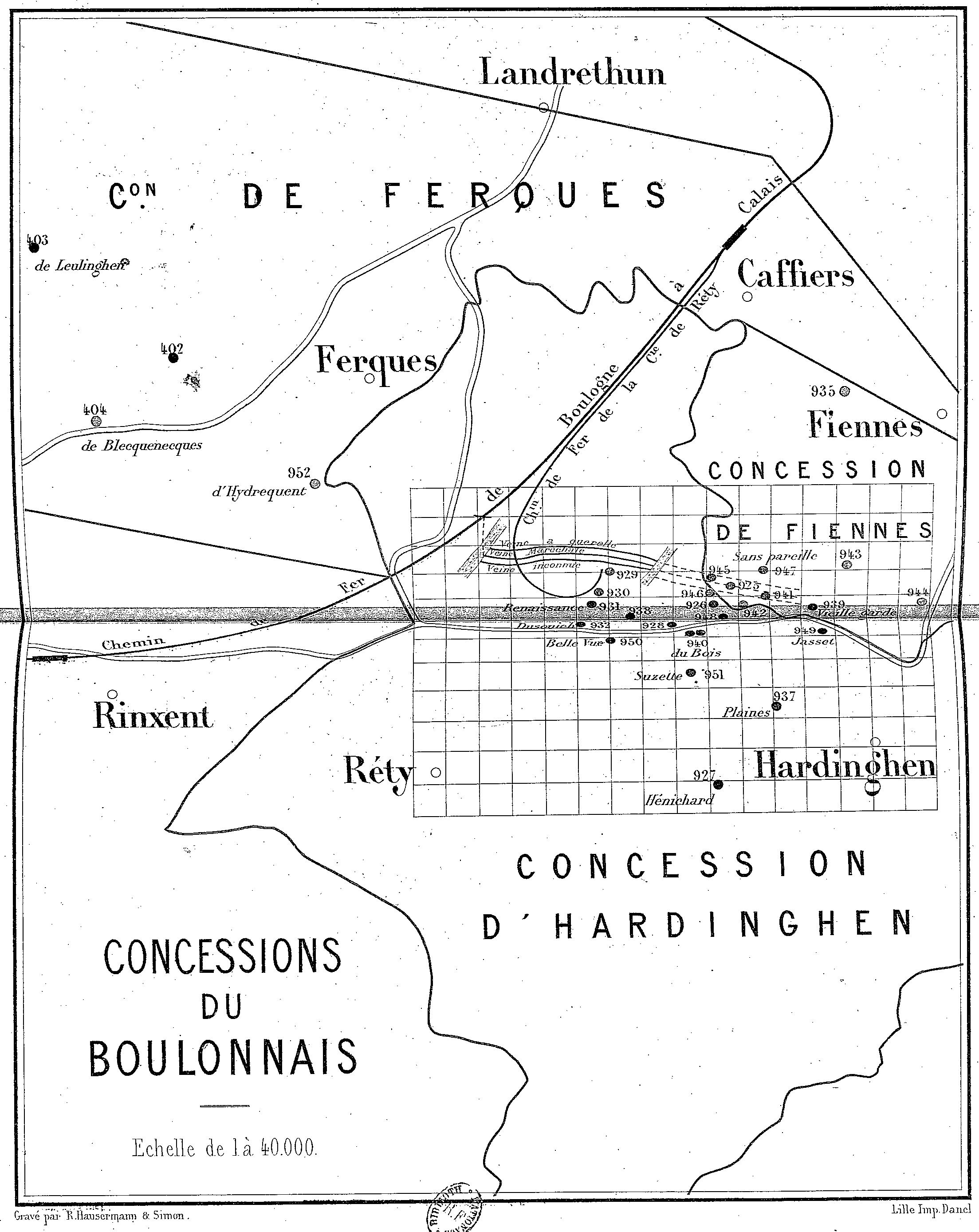
État des travaux vers 1880.

L'achat de la concession d'Hardinghen a eu lieu le 22 juillet 1870, mais la nouvelle Société n'a été constituée définitivement que le 5 décembre 1871. L'exploitation est presque nulle en 1870 ; elle ne fournit que 4 873 tonnes. En 1871, elle fournit 15 103 tonnes, et en 1872, 29 449 tonnes. Malgré la hausse du prix des houilles, l'exploitation perd près de 40 000 francs à cause de divers accidents dans l'épuisement.
La Société a dépensé à la fin de 1872 1 529 845,74 francs, dont 590 500 francs pour l'achat de la concession et les frais, 591 884,49 francs pour les travaux de premier établissement, 307 748,23 francs pour les objets en magasin et le mobilier. La perte sur l'exploitation est de 39 713,02 francs et le capital versé de 1 200 000 francs, il est dû 329 845,74 francs.
En 1873, on installe une nouvelle machine d'épuisement sur la fosse la Renaissance, une machine d'extraction de 250 chevaux et un ventilateur puissant sur la fosse la Providence. Ce dernier puits est approfondi en vue d'ouvrir un nouvel accrochage à 307 mètres. L'extraction est de 32 488 tonnes. Au 31 décembre de cette année, le passif monte à 2 096 391,34 francs, en augmentation de 566 545,60 francs, représentant les dépenses et les pertes de l'exploitation pendant l'année 1873.
En 1874, l'extraction atteint 52 771 tonnes, et donne un bénéfice de 73 000 francs, grâce au prix élevé des charbons, qui est de 24 à 25 francs la tonne. Elle a lieu presque exclusivement au nouvel étage de 307 mètres, celui de 260 mètres ayant été abandonné. Une somme de près de 350 000 francs est employée pendant cette année en frais de premier établissement, machines, bâtiments, construction de 64 maisons... et une autre de 130 000 francs à la préparation du nouvel étage d'exploitation.
L'exploitation fournit en 1875, 77 953 tonnes. Malgré ce chiffre relativement élevé, elle donne une perte de plus de 30 000 francs, le prix de vente ayant baissé. On continue à dépenser des sommes assez importantes en travaux de premier établissement. Aussi le capital de deux millions est depuis longtemps absorbé, et au 31 décembre 1875, les dettes de la Société atteignent le chiffre de plus d'un million de francs. L'exploitation a lieu en partie en vallée, sur une longueur de 200 mètres, suivant la ligne de plus grande pente, au moyen de deux machines à vapeur établies à la surface, dont une de rechange. Le puits de la Renaissance est guidé, et on y prépare une exploitation qui commence à produire en 1876.
L'extraction atteint en 1876 le chiffre de 94 053 tonnes. Malgré ce chiffre important, et par suite de la baisse du prix des charbons, et aussi de l'élévation du prix de revient, le compte d'exploitation présente au 31 décembre 1876, une perte de 376 281,15 francs. Le bilan établi à cette date se solde par un excédant du passif sur l'actif de 539 689,30 francs. Cette situation ne laisse pas que d'être inquiétante, d'autant plus que le prix de revient était très élevé, et que malgré les réformes apportées, il se maintient encore en avril 1877 à 14,92 francs la tonne, tandis que le prix moyen de vente, déduction faite des frais de transport à la gare de Rinxent, n'est que de 14,68 francs.

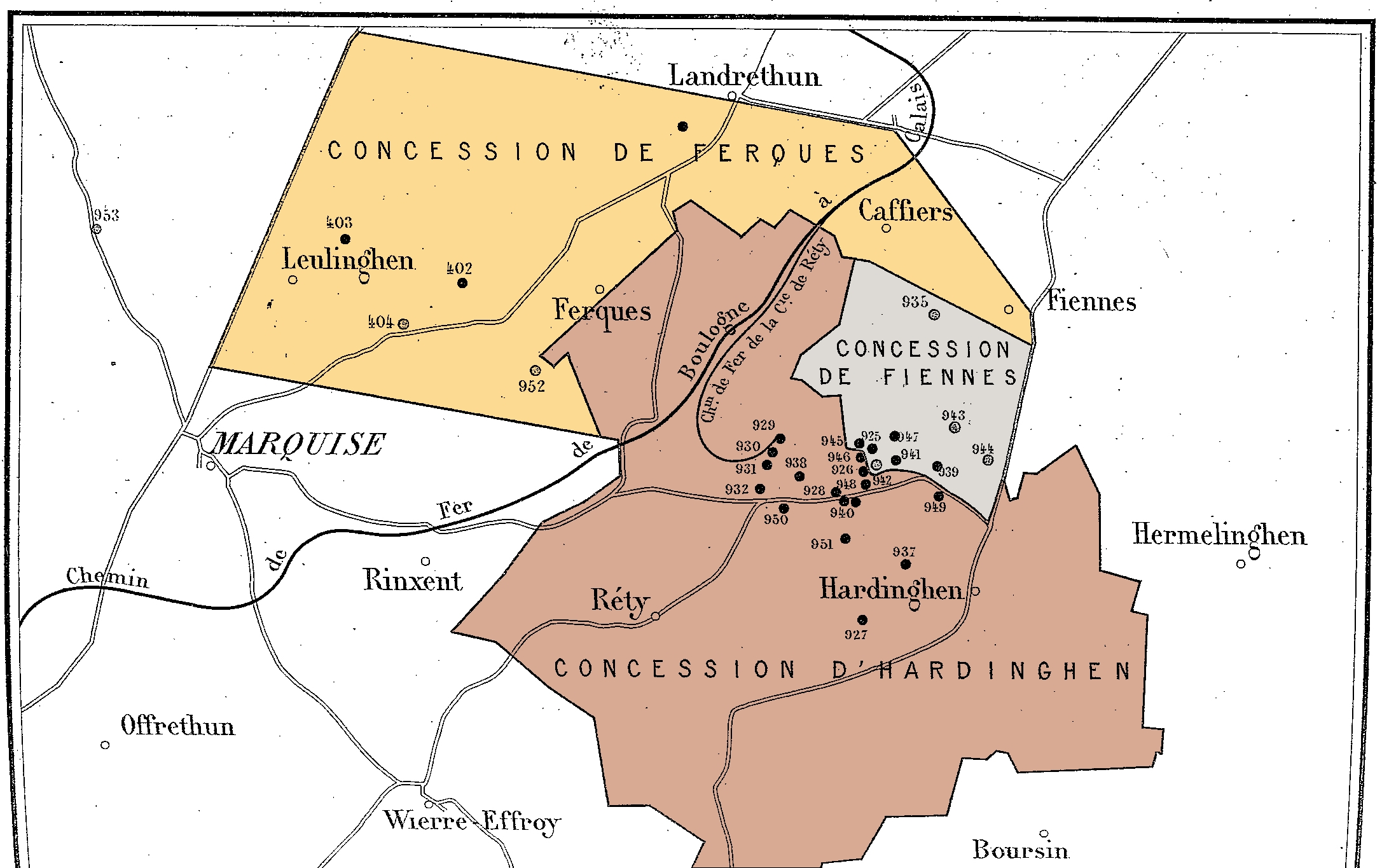
Les concessions du Boulonnais.

En 1877, l'exploitation n'a lieu que par la fosse Providence. Elle produit 87 651 tonnes, mais avec une perte de 250 000 francs. Cette perte et les dépenses de chemin de fer et autres, élèvent l'excédant du passif sur l'actif à près de 960 000 francs. L'extraction de 1878 est de 77 733 tonnes. Elle a lieu entièrement par la fosse Providence. Malgré une diminution du prix de revient, la baisse continue du prix des charbons donne pour résultat final une perte sur l'exploitation de plus de 50 000 francs. Cette perte, jointe aux intérêts des obligations... augmente le passif de plus de 250 000 francs, et porte l'excédant de ce passif sur l'actif à bien plus d'un million.
L'exploitation de 1879, avec une production élevée de 93 818 tonnes, donne encore une perte de 75 000 francs, parce que le prix moyen de vente s'est encore abaissé, malgré la réduction des frais de transport amenée par le chemin de fer. Aussi, avec les intérêts de la dette consolidée et de la dette chez les banquiers, l'excédant du passif sur l'actif s'élève pendant cette année, de près de 300 000 francs, et atteint au 31 décembre 1879, plus d'un million et demi de francs.
En 1880, l'extraction est de 95 213 tonnes, avec une perte de 63 000 francs. En y ajoutant les intérêts des obligations, 125 000 francs, et les intérêts et commissions de banque, 114 000 francs, on voit que l'exercice 1880 se solde par un déficit de 302 000 francs, ou, de plus de trois francs par tonne de bouille extraite.
En résumé, la production des Mines d'Hardinghen, de 1870 à 1880, par la nouvelle Société, a été de 4 873 tonnes en 1870, 15 103 tonnes en 1871, 29 449 tonnes en 1872, 32 488 tonnes en 1873, 52 771 tonnes en 1874, 77 953 tonnes en 1875, 94 273 tonnes en 1876, 87 651 tonnes en 1877, 77 733 tonnes en 1878, 93 817 tonnes en 1879 et 95 213 tonnes en 1880, soit un total de 661 324 tonnes.

### Production depuis l'origine
Il est assez difficile d'apprécier l'importance de l'exploitation des mines d'Hardinghen pendant le XVIIIe siècle. Elle est certainement peu considérable, et doit rester comprise dans les limites de 3 000 à 6 000 tonnes par an. En admettant un chiffre moyen de 5 000 tonnes, on peut évaluer la production de ces mines à environ 500 000 tonnes de 1700 à 1800. De 1800 à 1839, la production est un peu plus grande, et a pu varier de 8 000 à 12 000 tonnes, et on peut admettre qu'elle a été en moyenne de 10 000 tonnes par an, soit 390 000 tonnes. L'extraction totale de 1839 à 1864 s'élève à 432 633 tonnes, et celle de 1865 à 1869, à 20 989 tonnes. Enfin, de 1870 à 1880, elle est de 661 324 tonnes soit un ensemble de 2 004 946 tonnes. Deux millions de tonnes, telle a été la production du Bassin du Boulonnais, depuis la date de sa découverte à la fin du XVIIe siècle jusqu'en 1880.

### Épuisement des eaux
L'épuisement des eaux dans les nouvelles fosses d'Hardinghen a toujours été une question majeure ; non seulement il a été un sujet de dépenses considérables, venant grever fortement le prix de revient, mais il a donné lieu à plusieurs reprises, par suite d'accidents, à des interruptions d'extraction.
À la fin de 1869, alors que la fosse Providence commence à produire, le bris d'un retour d'eau a amené l'inondation des travaux, et conduit à la liquidation de l'ancienne société. Les embarras financiers n'ont permis de remettre en marche l'exploitation que difficilement et lentement. Ainsi, la production n'est que de 4 813 tonnes en 1870, 15 103 tonnes en 1871 et 29 449 tonnes en 1872.
D'après les rapports aux assemblées générales, pendant les mois d'hiver 1871-72, le chiffre maximum d'eau à épuiser, en 24 heures, est de 45 000 hectolitres, dont 35 000 par la machine de la Providence, et 10 000 par la machine de la Renaissance. En décembre 1872, il a fallu faire face à un épuisement qui a parfois dépassé 62 000 hectolitres, et cela avec la seule machine de la Providence, celle de la Renaissance ayant, été démontée pour faire place à une nouvelle. La marche rapide des appareils amène des accidents successifs, et une consommation excessive de charbon. Ainsi, dans les cinq mois de décembre à avril de l'hiver 1871-72, la consommation de charbon a été de 45 226 hectolitres ; elle atteint 64 754 hectolitres pendant les mêmes mois de l'hiver 1872-73.
En 1873, la nouvelle machine d'épuisement de la Renaissance fonctionne. Ce puits étant moins profond que la Providence, on établit une colonne de tuyaux de 450 mètres de longueur, ou siphon renversé, qui prend les eaux à la base du calcaire dans ce dernier puits et les conduit à la Renaissance, d'où elles sont élevées par la machine d'épuisement placée sur ce puits. Quand la machine d'épuisement de la Providence doit fonctionner, la venue d'eau de la Renaissance passe également par le siphon et se déverse dans le premier puits. Les deux machines peuvent épuiser 90 000 et même 100 000 hectolitres d'eau par 24 heures.
Les venues d'eau maximales des années 1873 et 1874, ont respectivement été de 54 000 et de 63 500 hectolitres par 24 heures, et on consomme chacune de ces années 10 514 tonnes et 6 634 tonnes de charbon. Grâce à l'amélioration du matériel d'épuisement, on a réalisé en 1874, une forte économie. Cependant, les dépenses d'épuisement sont prévues par M. De Clercq comme devant toujours être très considérables, et s'élever jusqu'à 200 000 francs par an. Cette dépense correspond à 2,22 francs par tonne pour une production annuelle de 90 000 tonnes. Dans l'hiver 1875, la venue d'eau maximale est de 71 000 hectolitres par 24 heures, ou de 7 500 hectolitres de plus que l'année précédente. D'après le rapport des Ingénieurs des Mines, en 1877, l'extraction d'eau est en moyenne de 42 000 hectolitres par jour, qui sont élevés par la machine d'épuisement de la Renaissance.

### Gisement

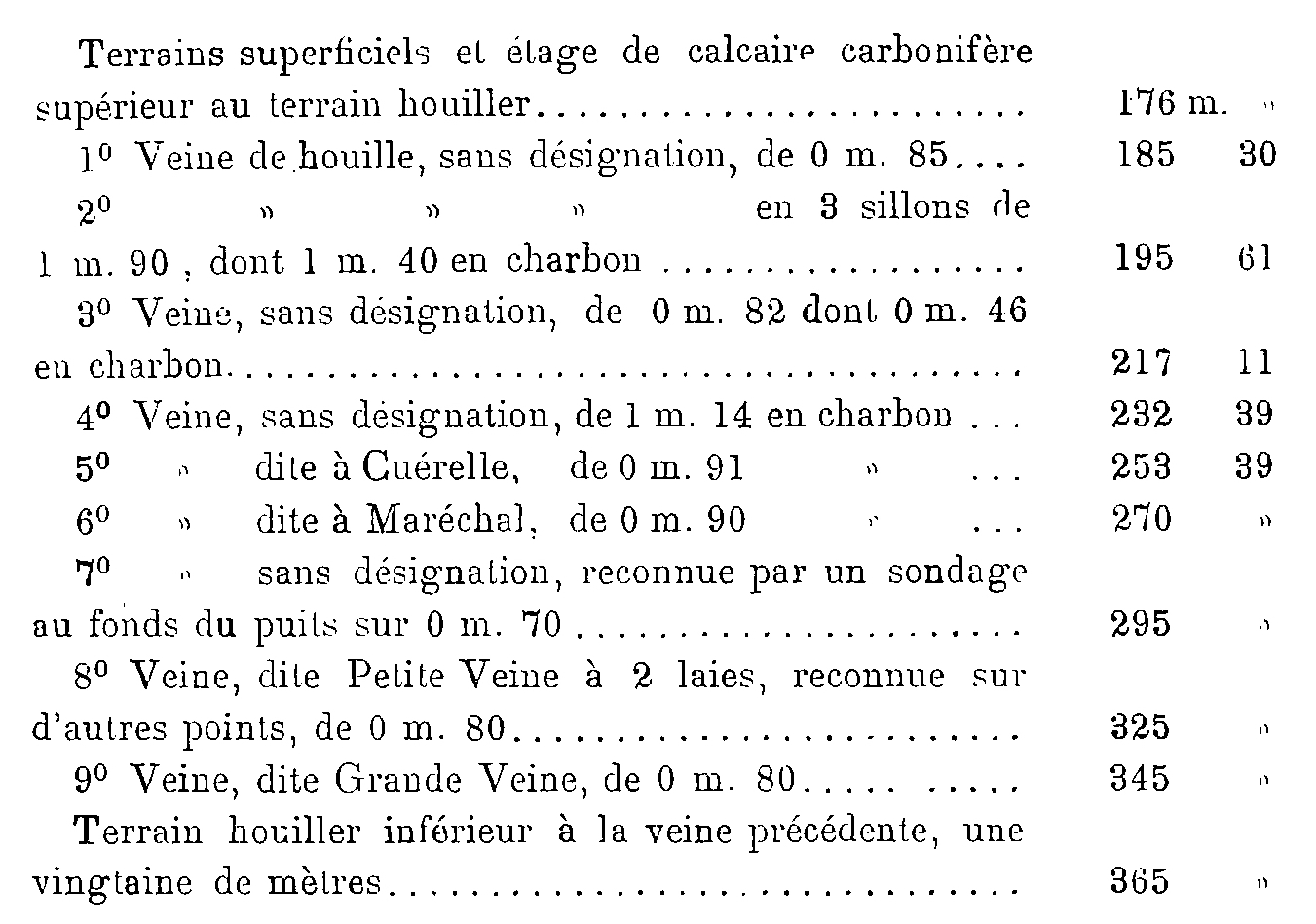
Coupe verticale aux alentours du puits La Providence.

Les nouveaux puits, Dusouich, la Renaissance et la Providence, ouverts à partir de 1850, fournissent des indications précises sur le gisement en exploitation, situé à l'ouest des anciens travaux, et séparé de ceux-ci par une grande faille. D'après le rapport du 28 mars 1865, de Messieurs Callon, de Bracquemont et Cabany, la coupe du bassin houiller d'Hardinghen, aux environs du puits de la Providence, paraît pouvoir être établie comme suit.

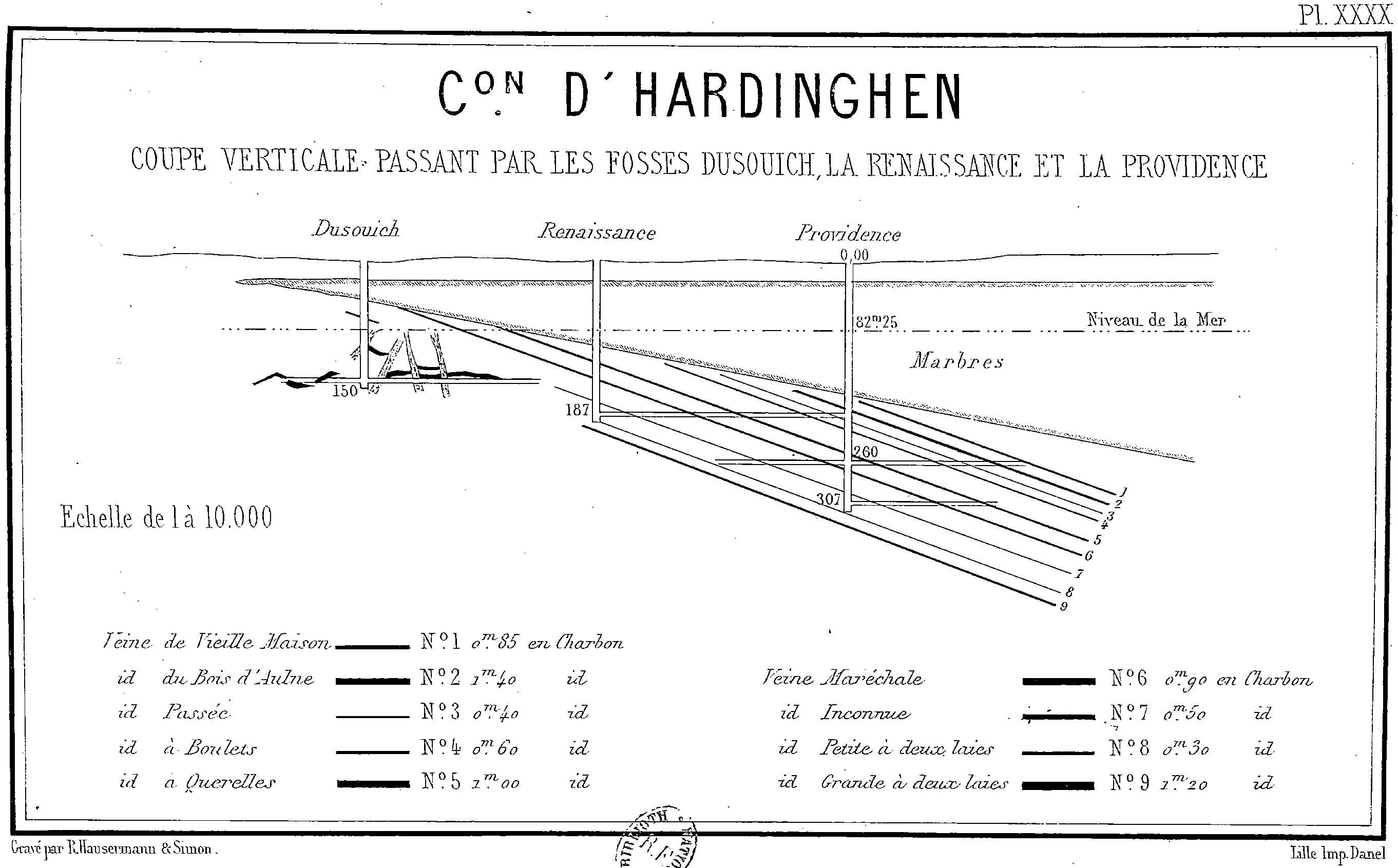
Coupe verticale passant par les fosses Dusouich, La Renaissance et La Providence.

Vient ensuite l'étage inférieur du calcaire carbonifère. D'après cela, l'étage houiller aurait au puits de la Providence 189 mètres d'épaisseur totale, et un ensemble de neuf couches d'une puissance totale de 7,96 mètres, soit environ un-vingt-deuxième de l'épaisseur totale du terrain. Mais cette puissance va en diminuant vers le sud, et se réduit à cinq couches de 4,11 mètres, vers le milieu de l'intervalle qui sépare les puits Dusouich et de la Renaissance. Les mêmes Ingénieurs évaluent ensuite la richesse du Bassin à exploiter par les puits de la Renaissance et de la Providence, dont le champ d'exploitation s'étend perpendiculairement à la direction sur 836 mètres et suivant la direction sur 2 125 mètres, avec une puissance moyenne de charbon de 5,61 mètres. Ce champ d'exploitation contient 100 millions d'hectolitres, susceptibles de donner pendant cinquante ans, une extraction annuelle de 900 000 hectolitres.

En 1880, d'après un rapport de M. Lisbet, administrateur directeur, à l'assemblée générale du 5 mai 1881 
«  une grande faille a été rencontrée à 900 mètres à l'ouest de la fosse Providence. Cette faille déplace les assises houillères dans le sens vertical de 65 mètres, ce qui oblige à exécuter un cheminement horizontal d'environ 200 mètres, pour recouper toutes ces assises à la même altitude.

Au-delà de cette faille, les terrains sont très solides et d'une parfaite régularité. Déjà trois de nos couches y sont recoupées dans de très bonnes conditions d'exploitation ; elles sont même un peu plus puissantes qu'à l'est. L'exploration à l'ouest de cet accident est encore peu développée ; mais la découverte de belles veines de charbon, aux sondages de la Compagnie de Ferques (nos 404 et 952), nous autorise à croire que nos veines se continuent jusqu'à la limite occidentale de notre concession, et qu'elles seront d'une exploitation facile et fructueuse, ce qui, sans nul doute, aura une influence heureuse sur notre entreprise. La région nord de notre concession peut maintenant être considérée comme composée de trois zones distinctes : la première, connue sous le nom d'ancien bassin, s'étend entre la fosse l'Espoir, et les puits Renaissance et Providence. dont elle est séparée par une faille qui fait renfoncer les couches ; la seconde est formée de la surface comprise entre cette dernière faille, et celle que nous venons de traverser à l'ouest ; la troisième part de la faille de l'ouest pour aboutir à la limite occidentale de la concession. Les trois zones comprendraient une superficie totale de 192 hectares de terrain houiller utile. La première de ces zones a été un peu exploitée par la fosse Espoir.

La seconde, depuis l'ouverture des fosses Renaissance et Providence, a été l'objet d'une exploitation plus importante, mais bien que sept couches de houille d'une épaisseur, utile de 6,36 mètres y aient été reconnues, deux seulement, d'une puissance de 1,81 mètre, ont sérieusement été attaquées, et une troisième n'a été l'objet que d'une petite exploitation. La troisième zone est complètement intacte, et tout fait espérer que nous y trouverons de très grandes ressources.  »

### Chemin de fer
Les fosses d'Hardinghen, quoique très rapprochées du chemin de fer de Calais à Boulogne, expédient par voitures leurs produits à la gare de Rinxent, avec des frais considérables, 2,50 à 2,75 francs par tonne.
On a eu d'abord la pensée d'établir un tramway pour les relier à ladite gare, mais on ne tarde pas à reconnaître que ce mode de transport est insuffisant. On s'adresse, à la fin de 1873, à la Compagnie des chemins de fer du Nord, pour faire l'étude d'un embranchement allant à la gare de Caffiers. Un décret du 23 janvier 1876 déclare d'utilité publique cet embranchement, dont le développement est de 7,5 kilomètres. Mais les formalités à accomplir ont été très longues, et ce n'est qu'en avril 1877, qu'est rendu le jugement d'expropriation des terrains ; les travaux ne commencent que dans le mois d'août suivant. La Société a demandé à la Compagnie du chemin de fer du Nord d'exécuter l'embranchement, dont le prix est remboursable par annuités. Mais, par suite des exigences de cette Compagnie, on a dû renoncer à son concours, et la Société a entrepris elle-même la construction.
Quoique la voie ne soit pas entièrement achevée, les convois de houille ont pu circuler sur toute l'étendue de l'embranchement en mai 1878. La superficie des terrains sur lesquelles est établie la voie ferrée est de cinq hectares 64 ares 75 centaires. La Société a dû acquérir en outre diverses propriétés détériorées, d'une contenance de trois hectares 74 ares 37 centiares, soit un ensemble de neuf hectares 39 ares 12 centiares qui ont coûté 126 793,13 francs, soit 13 500 francs l'hectare.
La dépense de la construction de l'embranchement est reprise au bilan du 31 décembre 1880, pour 624 293,16 francs. À cet embranchement vient se joindre celui de la Compagnie des Carrières du Pas-de-Calais, dont le transport des produits sur quatre kilomètres produit un certain bénéfice à la Société de Réty.

### Emprunts
Une assemblée générale extraordinaire est tenue le 20 juin 1876, pour autoriser l'émission d'un emprunt de deux millions en obligations. Cet emprunt est destiné à rembourser la dette qui dépasse alors un million, à faire face à de nouvelles dépenses de premier établissement et à constituer un fonds de roulement.
Cet emprunt est autorisé. Les obligations devaient être émises à 475 francs, avec un intérêt de 30 francs par an, et remboursables à 500 francs, dans un nombre d'années qu'a fixé le conseil d'administration. Cet emprunt a produit 1 986 111,62 francs nets, et a été employé d'abord à éteindre le compte des banquiers, près d'un million, et à diverses dépenses et frais.
Un second emprunt d'an million a été voté par l'assemblée générale du 14 mai 1877, pour combler l'excédant du passif, et faire face aux dépenses d'établissement du chemin de fer. Le montant de cet emprunt, qui du reste n'a pas encore été réalisé lors de l'assemblée générale du 13 mai 1878, est porté à 1 500 000 francs par décision de cette assemblée, chiffre reconnu nécessaire pour rembourser la dette flottante, 430 000 francs, payer les intérêts du premier emprunt et les dépenses du chemin de fer. Cette seconde délibération n'a reçu aucune suite, et les banquiers de la société ont continué à fournir les fonds nécessaires à la marche de l'entreprise, jusqu'à concurrence de plus de deux millions de francs, chiffre atteint au 31 décembre 1880. L'assemblée générale du 5 mai 1881, renonçant à l'idée de nouveaux emprunts, décide d'augmenter le capital actions et de le porter de deux millions à cinq millions.

### Dépenses
Le capital primitif de la Société de Réty est de 1 200 000 francs. Il est porté en 1872 à deux millions, et le complément de 800 000 francs n'est réalisé par le placement des actions qu'en 1874. Ce capital de deux millions est plus que dépensé à la fin de 1874, car le bilan du 31 décembre de cette année donne pour le passif 2 703 032,95 francs dont 2 000 000 francs pour le capital actions, 628 708,35 francs pour le compte de banque, 29 234,67 francs pour les créanciers divers et 45 089,93 francs pour la dernière quinzaine de décembre à payer.
Un emprunt par obligations de deux millions de francs est contracté en 1876, et il ne tarde pas à être également dépensé. Ainsi, au 31 décembre 1877, le passif se compose de 4 486 500,92 francs dont 2 000 000 francs pour le capital actions, l999 750 francs pour les obligations de l'emprunt de 1876, 434 129,26 francs pour le compte de banque et 52 681,66 francs pour les créanciers divers. Le payement des intérêts et le remboursement des obligations de l'emprunt, s'ajoutent ensuite aux pertes de l'exploitation et aux dépenses de construction du chemin de fer, et viennent augmenter considérablement le passif de la Société. Ce sont les banquiers qui avancent les sommes importantes réclamées pour ces dépenses.
Le passif, au 31 décembre 1879, est ainsi composé du capital actions pour 2 000 000 francs, des obligations de l'emprunt de 1876 pour 1 985 500 francs, du compte de banque pour 1 666 547,57 francs, des créanciers divers pour 77 628,45 francs, le total du passif est de 5 729 676,02 francs.
L'actif comprend la caisse et le portefeuille pour 88 607,33 francs, les débiteurs divers pour 82 168,81 francs, le charbon et objets en magasin pour 180 677,74 francs, le matériel pour 596 447,81 francs, les immeubles pour 1 729 123,71 francs, le chemin de fer sur Caffiers pour 613 111,20 francs, et les travaux de premier établissement pour 932 927,11 francs. Le total de l'actif est de 4 223 063,71 francs et l'excédant du passif sur l'actif de 1 506 612,31 francs soit un total de 5 729 676,02 francs. Cet excédant du passif sur l'actif, 1 506 612,31 francs, représente les pertes de l'exploitation depuis l'origine de la Société, le 22 juillet 1870.
Dans l'assemblée générale du 10 mai 1880, les commissaires de surveillance font remarquer « que, si ce chiffre représentait réellement une perte, cette perte atteindrait les trois-quarts du capital social, et que, par suite, il y aurait lieu de prendre l'avis des actionnaires, réunis en assemblée générale extraordinaire, conformément à l'article no 48 des statuts,. »
Mais ils ajoutent : « pour nous, le chiffre de 1 506 612,31 francs ne représente pas nécessairement une perte de même somme. On a porté au compte de charges et bénéfices, chaque année, le déficit du compte d'exploitation. Or, s'il doit en être ainsi lorsque le charbonnage, étant installé et outillé, son exploitation normale donne des pertes, il n'en saurait être nécessairement de même pendant la période d'installation. Pendant cette période, une extraction, nécessairement limitée, opérée avec un outillage incomplet, doit plutôt être considérée comme un allégement des frais de premier établissement. »
La question est discutée dans l'assemblée qui, par un vote unanime, décide « qu'à partir du 31 décembre 1878, le solde du compte charges et bénéfices sera porté au débit du compte travaux de premier établissement, et charge l'administration de régler les écritures en conséquence ». Il est fait ainsi sur l'excédant du passif de 1 506 612,31 francs, il est porté au compte des frais de premier établissement 1 211 022,17 francs, montant de cet excédant à la date du 31 décembre 1878, époque à laquelle le chemin de fer a été mis en exploitation. Le solde de 295 590,14 francs a été considéré comme la perte arbitrée de l'exploitation pour l'année 1879, Cette rectification dans les écritures opérée, le bilan au 31 décembre 1880, présente les résultats ci-dessous :
Le passif, de 6 082 883,44 francs, est constitué par le capital actions pour 2 000 000 francs, les obligations de l'emprunt de 1876 pour 1 971 250 francs, le compte de banque pour 2 038 342,84 francs, et les créanciers divers pour 73 290,60 francs. L'actif, de 5 485 052,85 francs, est quant à lui constitué par la caisse et le portefeuille pour 66 512,57 francs, les débiteurs divers pour 122 289,49 francs, le charbon et les objets en magasin pour 163 203,23 francs, le matériel pour 605 462,28 francs, les immeubles pour 1 759 242,84 francs, le chemin de fer sur Caffiers pour 624 293,16 francs, et les travaux de premier établissement pour 2 143 949,28 francs. L'excédant du passif sur l'actif est 597 830,57 francs, pour un total de 6 082 883,44 francs.
Ainsi que le montrent les chiffres de ce bilan, les dépenses effectuées aux Mines d'Hardinghen par la Société anonyme, de 1870 à 1880, s'élèvent à 6 082 883,44 francs. Les dépenses de la société civile, de 1838 à 1869, ont été de 5 056 255,14 francs, soit un ensemble de 11 139 138,58 francs. Plus de onze millions, telle est la somme qui a été dépensée aux Mines d'Hardinghen, pour y créer une exploitation qui jusqu'ici n'a pas atteint annuellement 100 000 tonnes.

### Valeur des actions
La société anonyme a été constituée avec 2 400 actions de 500 francs. Ce nombre d'actions est porté à 4 000 en 1872. Ces actions sont vendues à la bourse de Lille à 800 francs à la fin de l'année 1874. Comme toutes les autres actions houillères, elles s'élèvent en 1875 et atteignent leur prix maximum, 1 500 francs, en avril. Elles diminuent ensuite, et leur valeur n'est plus que de 1 170 francs en janvier 1876, 760 francs en juin, 605 francs en décembre.
Elles descendent au-dessous du pair, à 485 francs en juin 1877, puis remontent à 716 francs en décembre, pour redescendre à 480 francs en novembre 1878, et 314 francs en juin 1879. On les trouve cotées à 415 francs en janvier 1880, 327 francs en juin 1880, 301 francs en décembre 1880, 178 francs en mai 1881, 152 francs en août 1881, et 141 francs en octobre 1881.

### Prix de revient

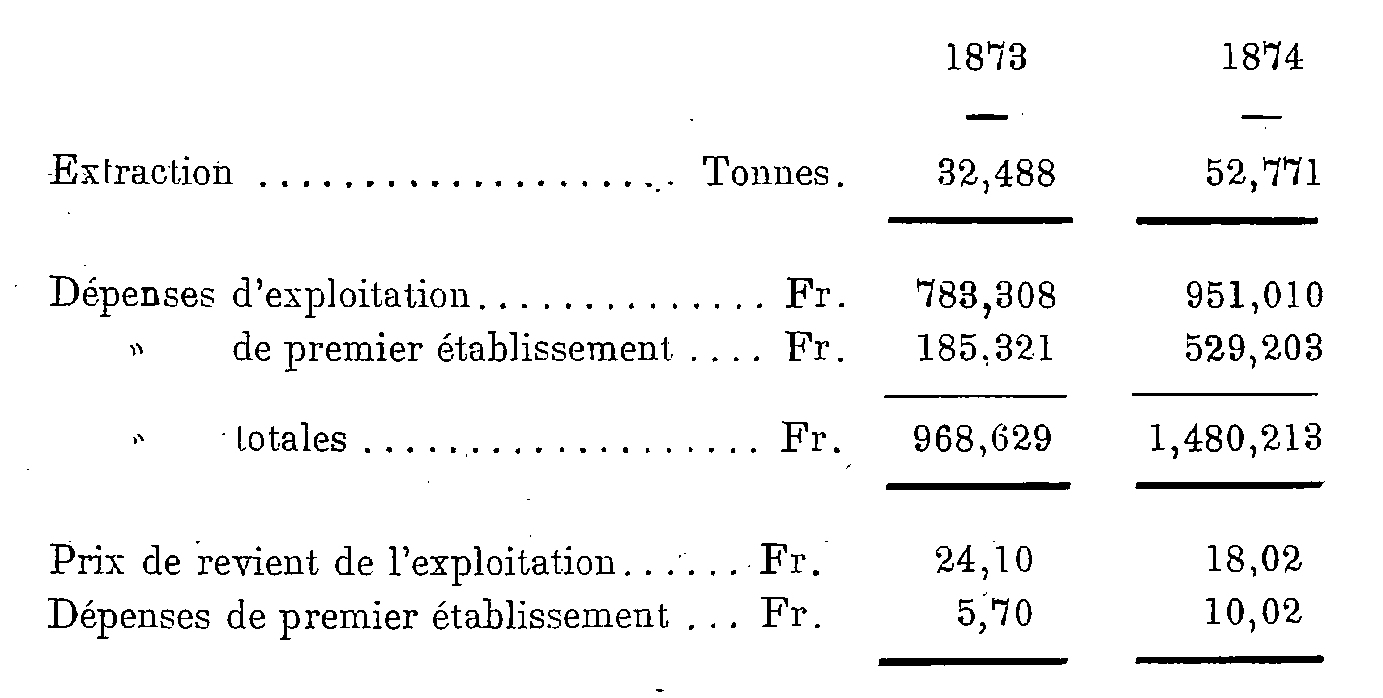
Prix de revient en 1873 et 1874.

Les rapports des Ingénieurs des Mines fournissent les renseignements suivants pour les années 1873 et 1874.
Ces prix de revient, même celui de 1874, sont excessifs. Les rapports aux assemblées générales indiquent les améliorations apportées successivement à partir de 1874. Ainsi en 1875, il y a une diminution de 1,54 franc ce qui laisse pour prix de revient 16,48 francs, en 1877, diminution de 2,77 francs sur le prix de 1876, en 1878, diminution de 2,88 francs sur le prix de 1877, en 1879, diminution de 1,19 franc sur le prix de 1878, et en 1880, le prix de revient est le même qu'en 1879.

### Prix de vente
On trouve également dans les publications des Ingénieurs des Mines, les renseignements suivants sur le prix moyen de vente des Mines d'Hardinghen. La tonne de houille est vendue  16,53 francs en 1869, 21,77 francs en 1871, 19 francs en 1872, 22,50 francs en 1873, 21 francs en 1874, 14,72 francs en 1876, 14,60 francs en 1877, 14,16 francs en 1879.
D'un autre côté, les rapports aux assemblée générales, indiquent que le prix moyen de vente a baissé de 2,32 francs par tonne en 1875 sur 1874, de 2,45 francs en 1876 sur 1875, de 2,34 francs en 1877 sur 1876, de 2,72 francs en 1878 sur 1877, de 2,07 francs en 1879 sur 1878 et de 0,60 francs en 1880 sur 1879.
Quoique le prix de revient ait été abaissé très notablement dans les dernières années, il est toujours resté élevé, puisqu'avec les prix de vente assez bien indiqués ci-dessus, l'exploitation d'Hardinghen, sauf pendant l'année 1874. a toujours été en perte. Les houilles d'Hardinghen sont des houilles sèches à longue flamme. Leur composition, d'après des essais faits à l'École des Mines en 1876 et 1877 est de 35,4 à 38,6 % de matières volatiles, 61,8 à 57,8 % de carbone fixe et 2,8 à 3,6 % de cendres.

### Renseignements sur la vente

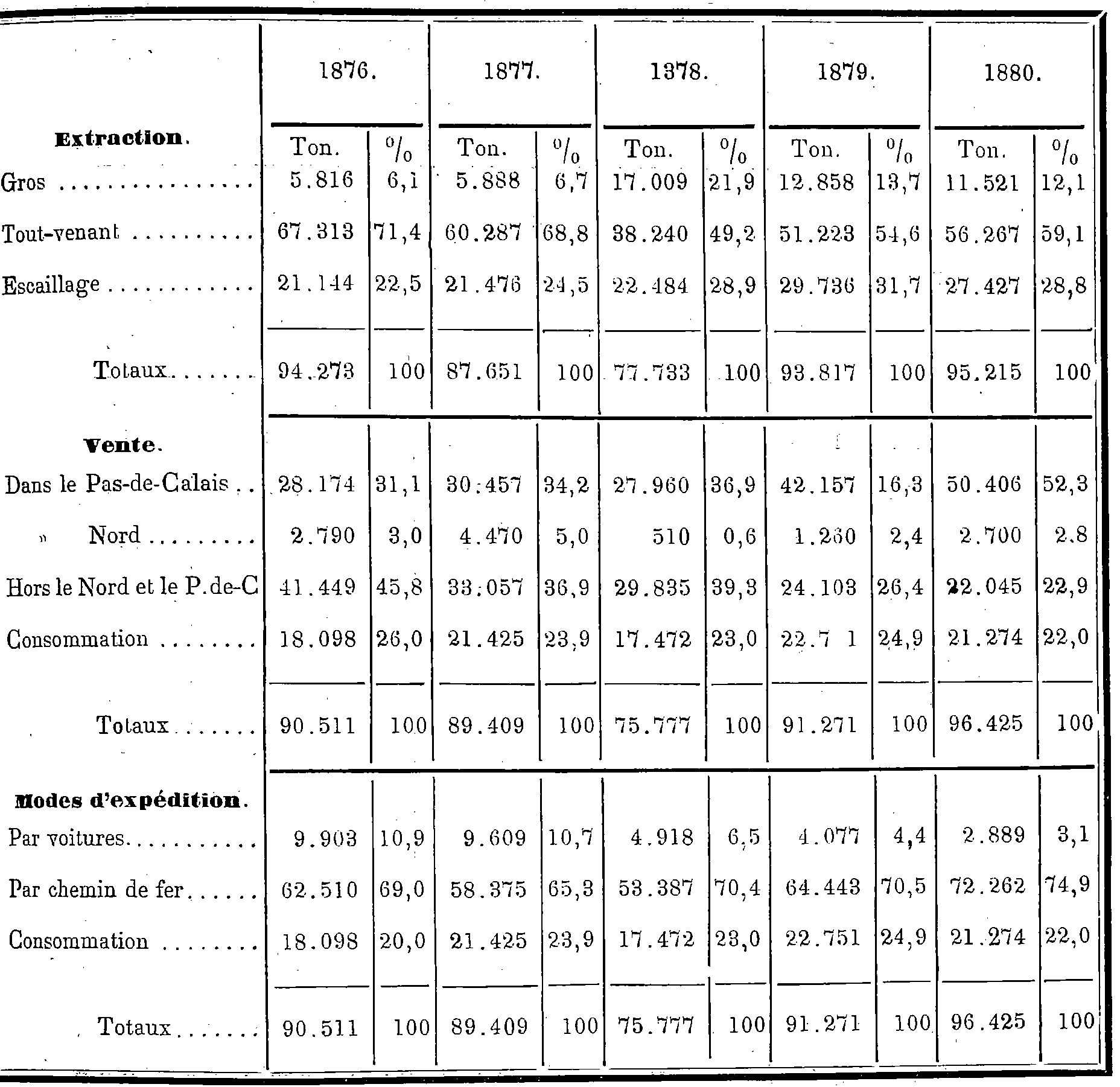
Renseignements sur la vente de 1876 à 1880.

On trouve dans les rapports des Ingénieurs des Mines, les indications suivantes sur la composition des charbons d'Hardinghen, les lieux de consommation de ces charbons et les modes d'expédition.
Le tableau ci-contre montre premièrement que la production du gros charbon aux Mines d'Hardinghen est beaucoup plus grande que dans les autres houillères du Bassin du Pas-de-Calais. Elle a été en moyenne de 12 %, pendant les cinq années 1876 à 1880, tandis que pour tout le bassin, elle n'a été pendant les mêmes années que de 2,2 % ; mais deuxièmement, par contre, la production d'escaillage est de 27 % à Hardinghen, tandis qu'elle n'est dans tout le bassin que de 4 % ; troisièmement, la consommation de charbon de la Mine est très considérable, à cause de la grande quantité d'eau à épuiser. Elle atteint près de 23 % de l'extraction ; la moyenne de la consommation de toutes les mines du Bassin est de 8,2 %.

### Ouvriers et salaires

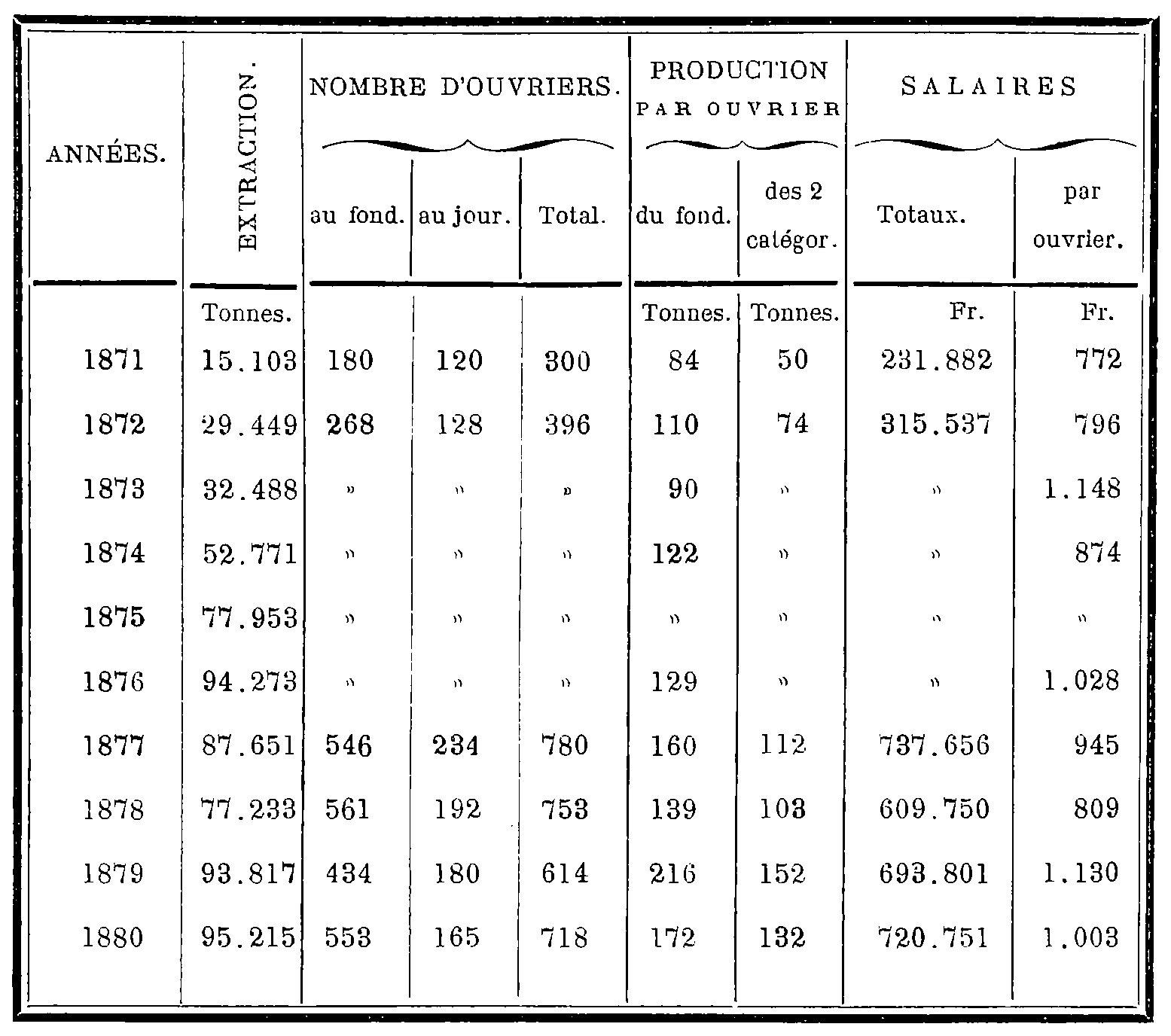
Ouvriers, productivité et salaires de 1871 à 1880.

Les mêmes rapports des Ingénieurs des Mines donnent les renseignements suivants sur le nombre des ouvriers et sur le taux de leurs salaires.
La production par ouvrier est faible à Hardinghen, et inférieure de 25 à 35 % à la moyenne obtenue dans le Bassin, sauf pour l'année 1879. Le salaire est aussi généralement inférieur à celui des autres houillères.

### Maisons
En 1873, la Compagnie possède 45 maisons d'ouvriers. En 1879, elle en possède 157, lui permettant de loger plus du tiers de son personnel.

### Legs Désandrouin
M. Désandrouin en mourant, lègue une rente à perpétuité de 1 200 francs par an, pour venir en aide aux ouvriers mineurs d'Hardinghen âgés, infirmes et devenus
impropres à travailler.
Jusqu'à la mort, vers 1824, de M. Cazin-d'Honnincthun, la répartition de cette rente se fait par les soins de ce dernier. Ensuite, le bureau de bienfaisance se charge de la distribution des secours légués par M. Désandrouin. Seulement, il paraît résulter de divers renseignements, que ces secours n'ont pas été et ne sont pas toujours accordés aux ouvriers mineurs seulement, mais aussi aux indigents d'Hardinghen.

## Épilogue

### Adjudication de 1885 et abandon
Louis Bellart se porte adjudicataire en 1885. « Un banquier de Calais, M. B..., se rendait adjudicataire, à Boulogne, le 16 décembre 1885, de la concession, des fosses, des maisons de mineurs, du chemin de fer, etc., pour la somme de 320 000 francs ; mais, quelque temps après, la crise tullière de Calais amenait des chutes retentissantes dans le commerce de cette ville ; le banquier, M. B..., fut entraîné dans la débâcle et les mines d’Hardinghen furent abandonnées. À cette époque, personne n’en voulait même pour rien elles avaient cependant produit : de 1700 à 1800, environ 100 000 tonnes ; de 1800 à 1839, 200 000 tonnes ; de 1839 à 1864, 433 000 tonnes ; de 1865 à 1880, 682 000 tonnes ; de 1881 à 1885, 295 000 tonnes. »

### Vente de la concession en 1888
« Enfin, le 22 août 1888, les concessions, les fosses, le chemin de fer, etc., furent revendus à Ludovic Breton, frère du peintre Jules Breton, pour la somme dérisoire de 16 500 francs. (...). En résumé, M. Breton est entré en extraction n’ayant pas dépensé 5 000 francs, ce qui représente à peine deux jours de perte de la Compagnie défunte. »

## Les fosses

### Fosse Providence
La fosse Providence est creusée en 1853 par la Société de Fiennes à 325 mètres de la fosse Renaissance no 1, avec une profondeur de 316 mètres. À cause des fortes venues d'eau entre les niveaux 171 et 180 mètres, on installe, pour la première fois en France, un cuvelage en fonte. Des accrochages sont établis à 180, 260 et 307 mètres. En 1861, la fosse produit 21 000 tonnes de charbon, et cette production est maintenue les années suivantes. En novembre 1864, une forte venue d'eau donne 350 mètres cubes par jour. Une machine d'épuisement de 700 chevaux est installée, mais une avarie à cette machine provoque l'inondation de la fosse. La Société de Fiennes entre alors en liquidation, et est remplacée par la Compagnie de Réty, Ferques et Hardinghen. Des moyens plus importants sont employés, aidés de ceux dont dispose la fosse Renaissance, avec qui la fosse Providence communique, mais les travaux sont finalement abandonnée le 2 février 1886.

### Fosse La Renaissanceno1
50° 48′ 43″ N, 1° 47′ 17″ E
La fosse La Renaissance no 1 est foncée à partir de 1847 à la profondeur de 137 mètres à Réty, puis elle est approfondie à 206 mètres, et des accrochages sont établis à 129, 140, 154, 184 et 200 mètres. Le 28 mai 1850, une venue d'eau de 4 500 hectolitres par jour se déclare. La fosse est remise en activité en 1851, mais fin janvier 1852, une nouvelle inondation, de 5 500 hectolitres par jour se produit. Les moyens d'épuisement étant insuffisants, la fosse est noyée. Les travaux ne reprennent qu'en 1862, puis sont de nouveau abandonnés en 1864. La fosse est dénoyée en 1865 par une machine installée à la fosse La Providence. En 1867, le bris d'une machine d'exhaure provoque de nouveau une inondation, et la reprise n'a lieu qu'en 1868. En 1872, la Compagnie de Réty, Ferques et Hardinghen monte une pompe de 250 chevaux. L'extraction ne reprit qu'en 1876 pour cesser l'année suivante. L'extraction reprend en 1882, mais la fosse est finalement abandonnée le 2 février 1886.